# Edson Raff
Edson Duncan Raff (15 novembre 1907 New York - 11 mars 2003 Garnett, Kansas) était un officier de l'armée de terre des États-Unis et auteur d'un livre sur les parachutistes. Il a servi comme commandant du 2e bataillon du 509e régiment d'infanterie parachutiste, près d'Oran dans le cadre de l'opération Torch.
Il rédige son expérience du combat dans son livre We Jumped to Fight, publié en 1944. Après la Seconde Guerre mondiale, en 1954, il commande la 77e Groupe de Forces Spéciales, basée à Fort Bragg en Caroline du Nord. En décembre 1942, il se voit décerner la croix de chevalier de la Légion d'honneur par le général Welvert.